# Drittes Laterankonzil

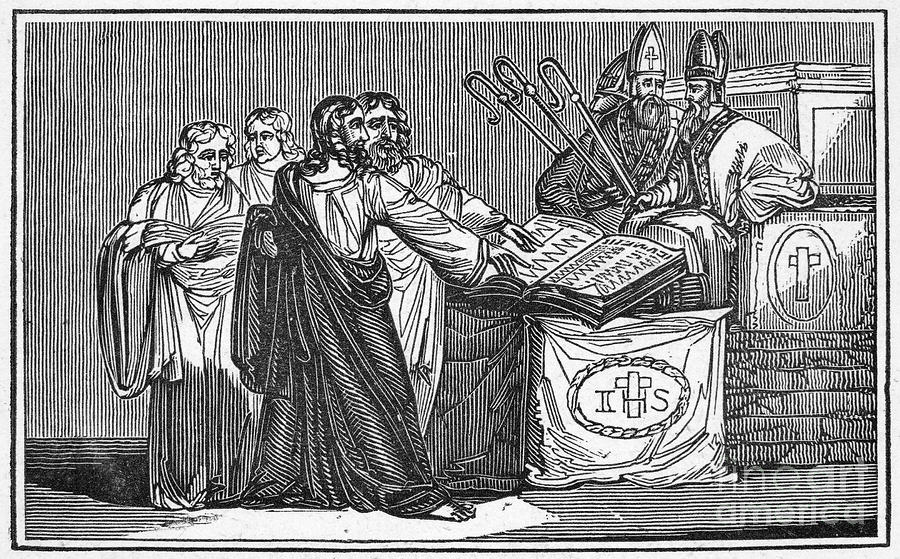
Drittes Laterankonzil: Petrus Waldes auf dem Konzil (Stich eines unbek. Künstlers)

Das Dritte Laterankonzil (lat. Concilium Lateranense III; auch Dritte Lateransynode) wurde im März 1179 im römischen Lateran von etwa 300 Bischöfen unter Vorsitz Papst Alexanders III. gefeiert. In der römischen Kirche gilt dieses Konzil als das 11. ökumenische Konzil. Neben einigen Vertretern des lateinischen Ostens war auch ein Gesandter der griechischen Kirche anwesend.
Dem Konzil war ein jahrzehntelanges Schisma vorausgegangen, das begonnen hatte, als eine Minderheit von Kardinälen mit Unterstützung des Kaisers Barbarossa 1159 zunächst Oktavian von Monticelli, dann 1164 Guido von Crema und schließlich 1168 Johannes von Struma als Gegenpäpste gegen Papst Alexander III. aufgestellt hatten. Dieser setzte sich jedoch am Ende durch und versprach 1177 im Vertrag von Venedig die Einberufung einer Synode, die die innerkirchlichen Folgen der Spaltung heilen sollte.
Außer den verabschiedeten Beschlüssen sind keine weiteren Konzilsakten erhalten, zeitgenössische Chroniken und Geschichtswerke erlauben jedoch eine gewisse Rekonstruktion der Umstände.

## Beschlüsse
Nach drei Sitzungen am 5., 14. und 19. März wurden 27 Kanones verabschiedet:
- Canon 1 legt die Zweidrittelmehrheit der Kardinäle als Quorum für die Papstwahl fest (Papstwahldekret Licet de vitanda discordia).
- Canon 2 annulliert die Amtseinsetzungen durch die Gegenpäpste Victor IV. und Calixt III.
- Canon 3 legt das Mindestalter für Bischöfe auf 30 Jahre fest.
- Canon 4 legt Obergrenzen für den Aufwand des Klerikergefolges fest und ruft zu mäßiger Erhebung von Steuern und Gefällen auf.
- Canon 5 bestimmt die Unterhaltspflicht des Bischofs für Geweihte ohne Pfründen.
- Canon 6 fordert die Wahrung von Fristen sowohl bei Verhängung der Exkommunikation als auch bei der Appellation dagegen.
- Canon 7 verbietet die Erhebung von Gebühren für Beerdigungen, Trauungen und die Spendung anderer Sakramente. Außerdem dürfen keine neuen Abgaben erhoben noch bereits eingeführte erhöht werden.
- Canon 8 verbietet die Verleihung von Anwartschaften auf Pfründen, solange diese noch besetzt sind. Nach Erledigung hingegen sollen sie innerhalb von sechs Monaten durch den Bischof neu besetzt werden, andernfalls soll das Kapitel die Stelle besetzen.
- Canon 9 bekräftigt die bischöfliche Autorität über die Ritterorden der Templer und Hospitalsritter, der sich die Orden durch Missbrauch ihrer Privilegien zu entziehen suchen.
- Canon 10 verbietet Mönchen privaten Besitz sowie die Aufnahme in ein Kloster gegen Geldzahlung.
- Canon 11 droht Konkubinariern unter geweihten Amtsträgern den Entzug ihrer Pfründe und Verstoßung aus dem Klerikerstand oder Bußstrafen im Kloster an. Ebenso sollen die Bischöfe jeglichen unnötigen Besuch ihrer Kleriker in Frauenklöstern verhindern.
- Canon 12 verbietet Klerikern vom Subdiakon aufwärts, sowie Angehörigen der niederen Weihegraden, die von ihrer Pfründe leben, sich als Anwalt vor Gericht oder als gesetzlicher Vormund zu betätigen.
- Canon 13 verbietet die Pfründenkumulation und gebietet die Residenzpflicht für Inhaber geistlicher Stellen.
- Canon 14 erklärt die Vergabe geistlicher Ämter durch weltliche Personen und die Erhebung geistlicher Abgaben für exkommunikationswürdige Vergehen.
- Canon 15 verbietet die Entfremdung von Kirchengut und die Übertragung der Verwaltung bischöflicher Jurisdiktionsvollmacht auf sogenannte Dekane.
- Canon 16 wendet sich gegen die Blockade von Amtseinsetzungen durch Minderheiten und erklärt Mehrheitsbeschlüsse für verbindlich ohne Appellationsrecht.
- Canon 17 spricht der bischöflichen Autorität in Fällen von Streitigkeiten bei der Ausübung des Präsentations- oder Patronatsrecht die letzte Entscheidungsgewalt zu.
- Canon 18 ordnet die Einstellung von Lehrern an Bischofskirchen und Klöstern an, die Klerikern und armen Scholaren kostenlos Unterricht erteilen.
- Canon 19 wendet sich gegen Übergriffe weltlicher Regierungen auf die Kirche („schlimmer als es unter dem Pharao war“) und gegen den Zugriff auf Kirchengut zur Finanzierung militärischer Maßnahmen.
- Canon 20 verbietet die Durchführung ritterlicher Turniere. Wer dabei den Tod findet, darf nicht kirchlich bestattet werden.
- Canon 21 schärft die Beachtung des Gottesfriedens jeden Mittwochabend bis Montagmorgen sowie in der gesamten Weihnachtszeit und der österlichen Fastenzeit bis Weißen Sonntag ein.
- Canon 22 fordert Sicherheit für reisende Geistliche, Pilger, Kaufleute und Bauern auf dem Weg zu ihren Feldern mitsamt ihrem Vieh und Freiheit von privaten Wegezöllen ohne königliche Billigung.
- Canon 23 erlaubt die Einrichtung von Kirchen und die Anstellung von Priestern für Gemeinschaften von Aussätzigen.
- Canon 24 verhängt ein strenges Waffenembargo gegen die Sarazenen und verbietet Christen, auf sarazenischen Piratenschiffen anzuheuern, selbst christliche Schiffe zu überfallen oder schiffbrüchige Christen auszurauben.
- Canon 25 verbietet das eingerissene Verbrechen des Zinsnehmens („als würden sie es erlaubtermaßen ausüben“) bei Strafe der Exkommunikation. Geistliche, die Wucherer bestatten, werden sofort suspendiert.
- Canon 26 verbietet Juden und Sarazenen, zur Pflege ihrer Kinder oder zur Verrichtung anderer Dienste christliche Sklaven unter ihrem Dach zu halten. Wer in deren Häusern wohnt, wird exkommuniziert. Das Zeugnis eines Juden vor Gericht darf dem Zeugnis eines Christen nicht vorgezogen werden. Juden werden nur aufgrund reiner Menschlichkeit geduldet. Bekehrte Juden hingegen hat die weltliche Obrigkeit unbedingt in ihren Besitzrechten zu schützen.
- Canon 27 ächtet die südfranzösischen Katharer und ähnliche Bewegungen und ihre Unterstützer. Alle Gläubigen werden aufgerufen, zur Vergebung ihrer Sünden die Christenheit mit Waffengewalt zu verteidigen. Fürsten steht es frei, Häretiker zu versklaven und ihre Güter zu konfiszieren. Die Teilnahme an einem Kreuzzug verkürzt auferlegte Bußzeiten und garantiert besonderen päpstlichen Schutz.

## Rezeption
Die Beschlüsse des Konzils wurden relativ weit bekannt, allerdings nicht als geschlossener Block überliefert; das Konzil selbst galt im Mittelalter nicht als „allgemeines“ Konzil vergleichbar den Konzilien der Alten Kirche. Alexander III. scheint die Beschlüsse nicht noch einmal eigens promulgiert zu haben. Die Sammlungen schreiben die Beschlüsse teils dem Konzil und/oder dem Papst zu, teils haben sie keine entsprechenden Inskriptionen. Die Einteilung und Reihenfolge in Kanones variiert in den 56 erhaltenen Handschriften stark; nur rund ein Drittel der Textzeugen enthält alle Beschlüsse. Sowohl die einheitliche Form der Beschlüsse als auch der Status als „ökumenisches“ Konzil sind erst im 16. Jahrhundert aufgekommen.

## Editionen und Übersetzung der Beschlüsse
- Concilium Lateranense sub pontifice summo Alexandro III. In: Pierre Crabbe (Hrsg.): Conciliorum omnium tam generalium quam particularium ... tomus secundus. Quentel, Köln 1551, S. 836–843 (europeana.eu [abgerufen am 10. Mai 2022]). [= editio princeps auf Basis einer heute verlorenen Handschrift]
- Walter Herold: Die Canones des 3. Laterankonzils (1179). diss. phil. Bonn 1952. [Edition auf Basis von 36 Textzeugen.]
- Concilium Lateranense III. In: Giuseppe Alberigo, Giuseppe A. Dossetti, Péricles-Pierre Joannou, Claudio Leonardi, Paolo Prodi (Hrsg.): Conciliorum Oecumenicorum Decreta. 3. Auflage. Istituto per le scienze religiose, Bologna 1973, S. 205–226 (archive.org [abgerufen am 10. Mai 2022]).  [Text im Wesentlichen nach Crabbe.]
- Drittes Laterankonzil - 1179. In: Josef Wohlmuth (Hrsg.): Konzilien des Mittelalters: vom ersten Laterankonzil (1123) bis zum fünften Laterankonzil (1512-1517) (= Dekrete der ökumenischen Konzilien. Band 2). 3. Auflage. Schöningh, Paderborn, München, Wien, Zürich 2000, S. 205–225. [Text nach Alberigo et al. mit deutscher Übersetzung; Papstwahldekret «Licet de vitanda discordia» vom 19. März 1179 auf S. 211]
- Concilium Lateranense III (1179). In: Antonio García y García et al. (Hrsg.): The General Councils of Latin Christendom: From Constantinople IV to Pavia-Siena (869–1424) (= Corpus Christianorum. Conciliorum oecumenicorum generaliumque decreta. Band 2/1). Brepols, Turnhout 2013, ISBN 978-2-503-52527-3, S. 127–147. [Auf Basis von Herolds Text, aber Einteiluing der Kanones wie bei Crabbe]